# عران
عران  بلدة سوريّة تتبع إداريّاً لمحافظة حلب منطقة الباب ناحية تادف،وتتبع إدارياً لمدينة تادف بلغ تعداد سكانها 4,135 نسمة حسب التعداد السكاني لعام 2004.يعمل غالبية أهالي البلدة في الزراعة وتربية المواشي